# Jacques de Baroncelli
Jacques de Baroncelli (Bouillargues, Gard, 25 de junho de 1881 – Paris, 12 de janeiro de 1951 (69 anos)) foi um diretor de cinema francês, mais conhecido por seus filmes mudos de 1915 ao final dos anos 1930. Ele dirigiu mais de 80 filmes entre 1915 e 1948; e em 1940, lançou vários filmes nos Estados Unidos e Itália. Ele nasceu Marie Joseph Henri Jacques de Baroncelli de Javon.

## Filmografia selecionada
- 1915: Un signal dans la nuit
- 1915: Trois filles en portefeuille
- 1915: Lequel?
- 1915: Le drame du château de Saint-Privat
- 1946: La rose de la mer
- 1946: Solange ich lebe (Tant que je vivrai)
- 1948: La revanche de Baccarat
- 1948: Rocambole